# Municipio de Lincoln (condado de Mahaska)
El municipio de Lincoln (en inglés: Lincoln Township) es un municipio ubicado en el condado de Mahaska en el estado estadounidense de Iowa. En el año 2010 tenía una población de 402 habitantes y una densidad poblacional de 25,57 personas por km².

## Geografía
El municipio de Lincoln se encuentra ubicado en las coordenadas 41°19′11″N 92°40′11″O / 41.31972, -92.66972. Según la Oficina del Censo de los Estados Unidos, el municipio tiene una superficie total de 15.72 km², de la cual 15,72 km² corresponden a tierra firme y (0 %) 0 km² es agua.

## Demografía
Según el censo de 2010, había 402 personas residiendo en el municipio de Lincoln. La densidad de población era de 25,57 hab./km². De los 402 habitantes, el municipio de Lincoln estaba compuesto por el 97,01 % blancos, el 0,5 % eran afroamericanos, el 1,99 % eran asiáticos y el 0,5 % eran de una mezcla de razas. Del total de la población el 0,25 % eran hispanos o latinos de cualquier raza.